# Monterey (Virginie)
Pour les articles homonymes, voir Monterey.
La ville américaine de Monterey est le siège du comté de Highland, dans l’État de Virginie. Lors du recensement de 2010, sa population s’élevait à 147 habitants.

## Source
- (en) Cet article est partiellement ou en totalité issu de l’article de Wikipédia en anglais intitulé « Monterey, Virginia » (voir la liste des auteurs).